# Список птахів Азорських островів

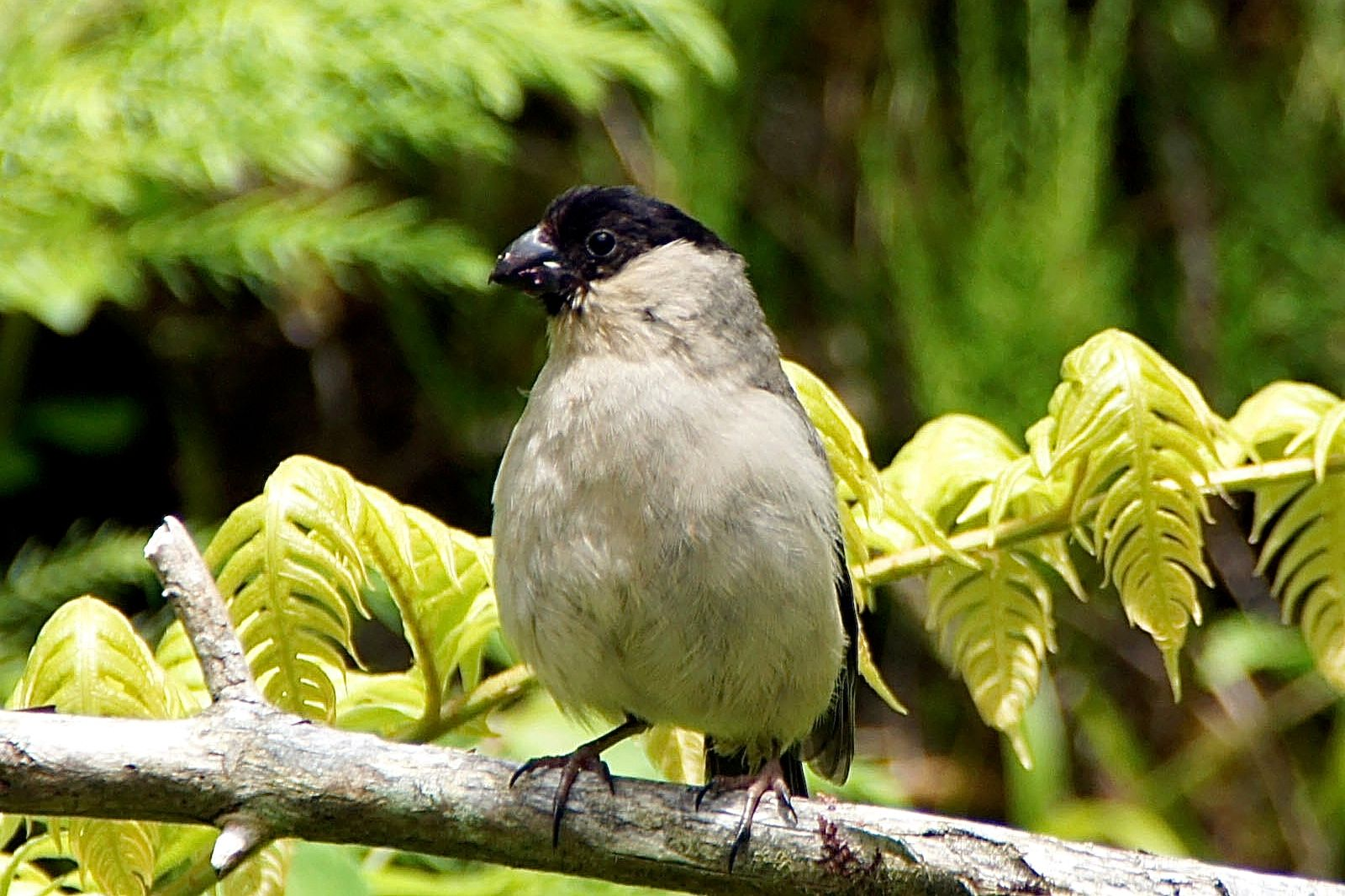
Снігур азорський (Pyrrhula murina) є ендеміком Азорських островів

Це перелік видів птахів, зафіксованих на Азорських островах. Авіфауна Азорських островів налічує загалом 430 видів, з яких 1 вид є ендемічним, а 7 були інтродуковані людьми.

## Позначки
Наступні теги використані для виділення деяких категорій птахів.
- (А) Випадковий — вид, який рідко або випадково трапляється на Азорських островах
- (Е) Ендемічий — вид, який є ендеміком Азорських островів
- (I) Інтродукований — вид, завезений на Азорські острови як наслідок, прямих чи непрямих дій людських дій
- {Extinct} Вимерлий — вид, який мешкав на Азорських островах, однак повністю вимер.

## Гусеподібні(Anseriformes)
Родина: Качкові (Anatidae)
- Свистач рудий, Dendrocygna bicolor (A)
- Гуска біла, Anser caerulescens (A)
- Гуска сіра, Anser anser (A)
- Гуска білолоба, Anser albifrons (A)
- Anser fabalis (A)
- Гуменник короткодзьобий, Anser brachyrhynchus (A)
- Казарка чорна, Branta bernicla (A)
- Казарка білощока, Branta leucopsis (A)
- Казарка мала, Branta hutchinsii (A)
- Казарка канадська, Branta canadensis (A)
- Лебідь-шипун, Cygnus olor (A)
- Лебідь-кликун, Cygnus cygnus (A)
- Огар рудий, Tadorna ferruginea (A)
- Галагаз звичайний, Tadorna tadorna (A)
- Каролінка, Aix sponsa (A)
- Чирянка велика, Spatula querquedula (A)
- Чирянка блакитнокрила, Spatula discors (A)
- Широконіска північна, Spatula clypeata (A)
- Нерозень, Mareca strepera
- Свищ євразійський, Mareca penelope
- Свищ американський, Mareca americana (A)
- Крижень звичайний, Anas platyrhynchos
- Крижень американський, Aix rubripes
- Шилохвіст північний, Anas acuta (A)
- Чирянка мала, Anas crecca
- Чернь червонодзьоба, Netta rufina (A)
- Попелюх американський, Aythya americana (A)
- Попелюх звичайний, Aythya ferina (A)
- Чернь канадська, Aythya collaris
- Чернь білоока, Aythya nyroca (A)
- Чернь чубата, Aythya fuligula
- Чернь морська, Aythya marila (A)
- Чернь американська, Aythya affinis (A)
- Пухівка горбатодзьоба, Somateria spectabilis (A)
- Пухівка зеленошия, Somateria mollissima (A)
- Турпан білолобий, Melanitta perspicillata (A)
- Турпан горбатодзьобий, Melanitta deglandi (A)
- Синьга, Melanitta nigra (A)
- Морянка, Clangula hyemalis (A)
- Гоголь малий, Bucephala albeola (A)
- Гоголь зеленоголовий, Bucephala clangula (A)
- Крех жовтоокий, Lophodytes cucullatus (A)
- Крех великий, Mergus merganser (A)
- Крех середній, Mergus serrator (A)
- Савка американська, Oxyura jamaicensis (A)

## Куроподібні(Galliformes)
Родина: Фазанові (Phasianidae)
- Фазан звичайний, Phasianus colchicus (I)
- Перепілка звичайна, Coturnix coturnix
- Кеклик червононогий, Alectoris rufa (I)

## Фламінгоподібні(Phoenicopteriformes)
Родина: Фламінгові (Phoenicopteridae)
- Фламінго рожевий, Phoenicopterus roseus (A)

## Пірникозоподібні(Podicipediformes)
Родина: Пірникозові (Podicipedidae)
- Пірникоза мала, Tachybaptus ruficollis (A)
- Пірникоза рябодзьоба, Podilymbus podiceps (A)
- Пірникоза червоношия, Podiceps auritus (A)
- Пірникоза сірощока, Podiceps grisegena (A)
- Пірникоза велика, Podiceps cristatus (A)
- Пірникоза чорношия, Podiceps nigricollis (A)

## Голубоподібні(Columbiformes)
Родина: Голубові (Columbidae)
- Голуб сизий, Columba livia
- Припутень, Columba palumbus
- Горлиця звичайна, Streptopelia turtur (A)
- Горлиця садова, Streptopelia decaocto
- Zenaida aurita(інші мови) (A)
- Зенаїда північна,  Zenaida macroura (A)

## Зозулеподібні(Cuculiformes)
Родина: Зозулеві (Cuculidae)
- Зозуля чубата, Clamator glandarius (A)
- Кукліло північний, Coccyzus americanus (A)
- Кукліло чорнодзьобий, Coccyzus erythropthalmus (A)
- Зозуля звичайна, Cuculus canorus (A)

## Дрімлюгоподібні(Caprimulgiformes)
Родина: Дрімлюгові (Caprimulgidae)
- Анаперо віргінський, Chordeiles minor (A)
- Дрімлюга звичайний, Caprimulgus europaeus (A)

## Серпокрильцеподібні(Apodiformes)
Родина: Серпокрильцеві (Apodidae)
- Голкохвіст східний, Chaetura pelagica (A)
- Серпокрилець білочеревий, Apus melba (A)
- Серпокрилець чорний, Apus apus (A)
- Серпокрилець блідий, Apus pallidus (A)
- Серпокрилець малий, Apus affinis (A)

## Журавлеподібні(Gruiformes)
Родина: Пастушкові (Rallidae)
- Пастушок водяний, Rallus aquaticus (A)
- Деркач лучний, Crex crex (A)
- Погонич каролінський, Porzana carolina (A)
- Погонич звичайний, Porzana porzana (A)
- Курочка водяна, Gallinula chloropus
- Лиска звичайна, Fulica atra
- Лиска американська, Fulica americana (A)
- Султанка африканська, Porphyrio alleni (A)
- Porphyrio martinicus (A)
- Султанка пурпурова, Porphyrio porphyrio (A)
- Погонич малий, Zapornia parva (A)
- Погонич-крихітка, Zapornia pusilla

Родина: Журавлеві (Gruidae)
- Журавель канадський, Antigone canadensis (A)
- Журавель сірий, Grus grus (A)

## Сивкоподібні(Charadriiformes)
Родина: Лежневі (Burhinidae)
- Лежень степовий, Burhinus oedicnemus (A)

Родина: Чоботарові (Recurvirostridae)
- Кулик-довгоніг чорнокрилий, Himantopus himantopus (A)
- Чоботар синьоногий, Recurvirostra avosetta (A)

Родина: Куликосорокові (Haematopodidae)
- Кулик-сорока євразійський, Haematopus ostralegus (A)

Родина: Сивкові (Charadriidae)
- Сивка морська, Pluvialis squatarola (A)
- Сивка звичайна, Pluvialis apricaria (A)
- Сивка американська, Pluvialis dominica (A)
- Сивка бурокрила, Pluvialis fulva (A)
- Чайка чубата, Vanellus vanellus
- Пісочник каспійський, Charadrius asiaticus (A)
- Пісочник морський, Charadrius alexandrinus
- Пісочник великий, Charadrius hiaticula
- Пісочник канадський, Charadrius semipalmatus
- Пісочник малий, Charadrius dubius (A)
- Пісочник крикливий, Charadrius vociferus (A)
- Хрустан євразійський, Charadrius morinellus (A)

Родина: Баранцеві (Scolopacidae)
- Бартрамія, Bartramia longicauda (A)
- Кульон середній, Numenius phaeopus
- Кульон тонкодзьобий, Numenius tenuirostris (A)
- Кульон великий, Numenius arquata (A)
- Грицик малий, Limosa lapponica (A)
- Грицик великий, Limosa limosa
- Крем'яшник звичайний, Arenaria interpres
- Побережник ісландський, Calidris canutus
- Брижач, Calidris pugnax (A)
- Побережник гострохвостий, Calidris acuminata (A)
- Побережник довгоногий, Calidris himantopus (A)
- Побережник червоногрудий, Calidris ferruginea
- Побережник білохвостий, Calidris temminckii (A)
- Побережник білий, Calidris alba
- Побережник чорногрудий, Calidris alpina
- Побережник морський, Calidris maritima (A)
- Побережник канадський, Calidris bairdii (A)
- Побережник малий, Calidris minuta
- Побережник-крихітка, Calidris minutilla (A)
- Побережник білогрудий, Calidris fuscicollis
- Побережник арктичний, Calidris melanotos (A)
- Жовтоволик, Calidris subruficollis (A)
- Побережник тундровий, Calidris pusilla
- Побережник аляскинський, Calidris mauri (A)
- Неголь короткодзьобий, Limnodromus griseus (A)
- Неголь довгодзьобий, Limnodromus scolopaceus (A)
- Баранець малий, Lymnocryptes minimus (A)
- Слуква лісова, Scolopax rusticola
- Баранець великий, Gallinago media (A)
- Баранець звичайний, Gallinago gallinago
- Gallinago delicata
- Мородунка, Xenus cinereus (A)
- Плавунець довгодзьобий, Phalaropus tricolor (A)
- Плавунець круглодзьобий, Phalaropus lobatus (A)
- Плавунець плоскодзьобий, Phalaropus fulicarius
- Набережник палеарктичний, Actitis hypoleucos
- Набережник плямистий, Actitis macularius (A)
- Коловодник лісовий, Tringa ochropus (A)
- Коловодник малий, Tringa solitaria (A)
- Tringa erythropus
- Коловодник строкатий, Tringa melanoleuca (A)
- Коловодник великий, Tringa nebularia
- Коловодник американський, Tringa semipalmata (A)
- Коловодник жовтоногий, Tringa flavipes
- Коловодник ставковий, Tringa stagnatilis (A)
- Коловодник болотяний, Tringa glareola (A)
- Коловодник звичайний, Tringa totanus (A)

Родина: Дерихвостові (Glareolidae)
- Бігунець пустельний, Cursorius cursor (A)

Родина: Поморникові (Stercorariidae)
- Поморник великий, Stercorarius skua
- Поморник антарктичний, Stercorarius maccormicki (A)
- Поморник середній, Stercorarius pomarinus
- Поморник короткохвостий, Stercorarius parasiticus
- Поморник довгохвостий, Stercorarius longicaudus

Родина: Алькові (Alcidae)
- Люрик, Alle alle (A)
- Кайра товстодзьоба, Uria lomvia (A)
- Гагарка мала, Alca torda (A)
- Іпатка атлантична, Fratercula arctica (A)

Родина: Мартинові (Laridae)
- Мартин трипалий, Rissa tridactyla
- Мартин вилохвостий, Xema sabini (A)
- Мартин канадський, Chroicocephalus philadelphia (A)
- Мартин звичайний, Chroicocephalus ridibundus
- Мартин малий, Hydrocoloeus minutus (A)
- Leucophaeus atricilla (A)
- Мартин ставковий, Leucophaeus pipixcan (A)
- Мартин середземноморський, Ichthyaetus melanocephalus (A)
- Мартин сіроногий, Ichthyaetus audouinii (A)
- Мартин сизий, Larus canus (A)
- Мартин аляскинський, Larus brachyrhynchus (A)
- Мартин делаверський, Larus delawarensis
- Мартин сріблястий, Larus argentatus (A)
- Larus michahellis
- Мартин гренландський, Larus glaucoides (A)
- Мартин чорнокрилий, Larus fuscus
- Мартин полярний, Larus hyperboreus
- Мартин морський, Larus marinus
- Крячок бурий, Anous stolidus (A)
- Крячок строкатий, Onychoprion fuscatus (A)
- Крячок бурокрилий, Onychoprion anaethetus (A)
- Крячок малий, Sternula albifrons (A)
- Крячок карибський, Sternula antillarum (A)
- Крячок чорнодзьобий, Gelochelidon nilotica (A)
- Крячок каспійський, Hydroprogne caspia (A)
- Крячок чорний, Chlidonias niger (A)
- Крячок білокрилий, Chlidonias leucopterus (A)
- Крячок білощокий, Chlidonias hybrida (A)
- Крячок рожевий, Sterna dougallii
- Крячок річковий, Sterna hirundo
- Крячок полярний, Sterna paradisaea
- Крячок неоарктичний, Sterna forsteri (A)
- Крячок рябодзьобий, Thalasseus sandvicensis (A)
- Крячок африканський, Thalasseus albididorsalis (A)

## Фаетоноподібні(Phaethontiformes)
Родина: Фаетонові (Phaethontidae)
- Фаетон білохвостий, Phaethon lepturus (A)
- Фаетон червонодзьобий, Phaethon aethereus (A)

## Гагароподібні(Gaviiformes)
Родина: Гагарові (Gaviidae)
- Гагара червоношия, Gavia stellata (A)
- Гагара чорношия, Gavia arctica (A)
- Гагара полярна, Gavia immer (A)

## Буревісникоподібні(Procellariiformes)
Родина: Альбатросові (Diomedeidae)
- Альбатрос чорнобровий, Thalassarche melanophris (A)

Родина: Океанникові (Oceanitidae)
- Океанник Вільсона, Oceanites oceanicus
- Океанник білобровий, Pelagodroma marina (A)

Родина: Качуркові (Hydrobatidae)
- Качурка північна, Hydrobates leucorhous
- Качурка вилохвоста, Hydrobates monorhis (A)
- Hydrobates castro(інші мови)
- Hydrobates monteiroi

Родина: Буревісникові (Procellariidae)
- Буревісник кочівний, Fulmarus glacialis (A)
- Тайфунник кермадецький, Pterodroma neglecta (A)
- Тайфунник тринідадський, Pterodroma arminjoniana (A)
- Тайфунник мадерійський, Pterodroma madeira (A)
- Тайфунник азорський, Pterodroma feae (A)
- Тайфунник бермудський, Pterodroma cahow (A)
- Тайфунник кубинський, Pterodroma hasitata (A)
- Бульверія тонкодзьоба, Bulweria bulwerii
- Calonectris diomedia
- Буревісник світлоногий, Ardenna carneipes (A)
- Буревісник великий, Ardenna gravis
- Буревісник сивий, Ardenna griseus
- Буревісник малий, Puffinus puffinus
- Буревісник балеарський, Puffinus mauretanicus (A)
- Буревісник канарський, Puffinus baroli

## Лелекоподібні(Ciconiiformes)
Родина: Лелекові (Ciconiidae)
- Лелека чорний, Ciconia nigra (A)
- Лелека білий, Ciconia ciconia (A)

## Сулоподібні(Suliformes)
Родина: Фрегатові (Fregatidae)
- Фрегат карибський, Fregata magnificens (A)

Родина: Сулові (Sulidae)
- Сула жовтодзьоба, Sula dactylatra (A)
- Сула білочерева, Sula leucogaster (A)
- Сула червононога, Sula sula (A)
- Сула атлантична, Morus bassanus
- Сула африканська, Morus capensis (A)

Родина: Бакланові (Phalacrocoracidae)
- Баклан великий, Phalacrocorax carbo (A)
- Баклан вухатий, Nannopterum auritum (A)

## Пеліканоподібні(Pelecaniformes)
Родина: Чаплеві (Ardeidae)
- Бугай американський, Botaurus lentiginosus (A)
- Бугай водяний, Botaurus stellaris (A)
- Бугайчик звичайний, Ixobrychus minutus (A)
- Бугайчик американський, Ixobrychus exilis (A)
- Чапля північна, Ardea herodias (A)
- Чапля сіра, Ardea cinerea
- Чапля руда, Ardea purpurea (A)
- Чепура велика, Ardea alba (A)
- Чепура мала, Egretta garzetta (A)
- Чапля рифова, Egretta gularis (A)
- Чепура американська, Egretta thula (A)
- Чепура блакитна, Egretta caerulea (A)
- Чепура трибарвна, Egretta tricolor (A)
- Чапля єгипетська, Bubulcus ibis
- Чапля жовта, Ardeola ralloides (A)
- Чапля зелена, Butorides virescens (A)
- Квак звичайний, Nycticorax nycticorax (A)
- Квак чорногорлий, Nyctanassa violacea (A)

Родина: Ібісові (Threskiornithidae)
- Коровайка бура, Plegadis falcinellus (A)
- Ібіс-лисоголов марокканський, Geronticus eremita (I)
- Косар білий, Platalea leucorodia (A)

## Яструбоподібні(Accipitriformes)
Родина: Скопові (Pandionidae)
- Скопа, Pandion haliaetus (A)

Родина: Яструбові (Accipitridae)
- Стерв'ятник, Neophron percnopterus (A)
- Elanoides forficatus(інші мови) (A)
- Лунь очеретяний, Circus aeruginosus (A)
- Лунь польовий, Circus cyaneus (A)
- Лунь американський, Circus hudsonius (A)
- Лунь степовий, Circus macrourus (A)
- Лунь лучний, Circus pygargus (A)
- Шуліка рудий, Milvus milvus (A)
- Шуліка чорний, Milvus migrans (A)
- Зимняк, Buteo lagopus (A)
- Канюк звичайний, Buteo buteo

## Совоподібні(Strigiformes)
Родина: Сипухові (Tytonidae)
- Сипуха крапчаста, Tyto alba

Родина: Совові (Strigidae)
- Сова біла, Bubo scandiacus (A)
- Сова вухата, Asio otus
- Сова болотяна, Asio flammeus (A)

## Bucerotiformes
Родина: Одудові (Upupidae)
- Одуд, Upupa epops (A)

## Сиворакшоподібні(Coraciiformes)
Родина: Рибалочкові (Alcedinidae)
- Рибалочка блакитний, Alcedo atthis (A)
- Рибалочка-чубань північний, Megaceryle alcyon (A)

Родина: Бджолоїдкові (Meropidae)
- Бджолоїдка звичайна, Merops apiaster (A)

Родина: Сиворакшові (Coraciidae)
- Сиворакша євразійська, Coracias garrulus (A)

## Дятлоподібні(Piciformes)
Родина: Дятлові (Picidae)
- Дятел-смоктун жовточеревий, Sphyrapicus varius (A)
- Декол золотистий,  Colaptes auratus (A)

## Соколоподібні(Falconiformes)
Родина: Соколові (Falconidae)
- Боривітер степовий, Falco naumanni (A)
- Боривітер звичайний, Falco tinnunculus (A)
- Боривітер американський, Falco sparverius (A)
- Кібчик червононогий, Falco vespertinus (A)
- Кібчик амурський, Falco amurensis (A)
- Підсоколик Елеонори, Falco eleonorae (A)
- Підсоколик малий, Falco columbarius (A)
- Підсоколик великий, Falco subbuteo (A)
- Кречет, Falco rusticolus (A)
- Сапсан, Falco peregrinus (A)

## Папугоподібні(Psittaciformes)
Родина: Psittaculidae
- Папуга Крамера, Psittacula krameri (I)

## Горобцеподібні(Passeriformes)
Родина: Тиранові (Tyrannidae)
- Піві лісовий, Contopus virens (A)
- Тиран західний, Tyrannus verticalis (A)

Родина: Віреонові (Vireonidae)
- Віреон білоокий, Vireo griseus  (A)
- Віреон жовтогорлий, Vireo flavifrons (A)
- Віреон цитриновий, Vireo philadelphicus (A)
- Віреон світлобровий, Vireo gilvus (A)
- Віреон червоноокий, Vireo olivaceus (A)

Родина: Вивільгові (Oriolidae)
- Вивільга звичайна, Oriolus oriolus (A)

Родина: Сорокопудові (Laniidae)
- Сорокопуд північний, Lanius borealis (A)
- Сорокопуд сірий, Lanius excubitor (A)
- Сорокопуд червоноголовий, Lanius senator (A)

Родина: Воронові (Corvidae)
- Галка звичайна, Corvus monedula (A)
- Грак, Corvus frugilegus (A)
- Ворона чорна, Corvus corone (A)

Родина: Жайворонкові (Alaudidae)
- Жайворонок малий, Calandrella brachydactyla (A)
- Жайворонок польовий, Alauda arvensis
- Посмітюха звичайна, Galerida cristata (A)

Родина: Очеретянкові (Acrocephalidae)
- Берестянка багатоголоса, Hippolais polyglotta (A)
- Очеретянка лучна, Acrocephalus schoenobaenus (A)
- Очеретянка індійська, Acrocephalus agricola (A)
- Очеретянка ставкова, Acrocephalus scirpaceus
- Очеретянка африканська, Acrocephalus baeticatus (A)

Родина: Кобилочкові (Locustellidae)
- Кобилочка-цвіркун, Locustella naevia (A)

Родина: Ластівкові (Hirundinidae)
- Щурик пурпуровий, Progne subis (A)
- Білозорка річкова, Tachycineta bicolor (A)
- Ластівка мала, Riparia paludicola (A)
- Ластівка берегова, Riparia riparia (A)
- Ластівка сільська, Hirundo rustica (A)
- Ластівка даурська, Cecropis daurica (A)
- Ясківка білолоба, Petrochelidon pyrrhonota (A)
- Ластівка міська, Delichon urbicum

Родина: Вівчарикові (Phylloscopidae)
- Вівчарик жовтобровий, Phylloscopus sibilatrix (A)
- Вівчарик лісовий, Phylloscopus inornatus (A)
- Вівчарик весняний, Phylloscopus trochilus (A)
- Вівчарик-ковалик, Phylloscopus collybita (A)
- Вівчарик іберійський, Phylloscopus ibericus (A)
- Вівчарик шелюговий, Phylloscopus borealis (A)

Родина: Кропив'янкові (Sylviidae)
- Кропив'янка чорноголова, Sylvia atricapilla
- Кропив'янка садова, Sylvia borin (A)
- Кропив'янка рябогруда, Curruca nisoria (A)
- Кропив'янка прудка, Sylvia curruca (A)
- Кропив'янка червоновола, Curruca cantillans
- Кропив'янка сіра, Curruca communis (A)

Родина: Золотомушкові (Regulidae)
- Золотомушка рубіновочуба, Corthylio calendula (A)
- Золотомушка жовточуба, Regulus regulus

Родина: Воловоочкові (Troglodytidae)
- Волове очко, Troglodytes troglodytes (A)

Родина: Пересмішникові (Mimidae)
- Пересмішник сірий, Dumetella carolinensis (A)

Родина: Шпакові (Sturnidae)
- Шпак звичайний, Sturnus vulgaris
- Sturnus unicolor
- Шпак рожевий, Pastor roseus (A)

Родина: Дроздові (Turdidae)
- Дрізд-короткодзьоб бурий, Catharus fuscescens (A)
- Дрізд-короткодзьоб малий, Catharus minimus (A)
- Дрізд-короткодзьоб Свенсона, Catharus ustulatus (A)
- Дрізд-короткодзьоб плямистоволий, Catharus guttatus (A)
- Дрізд лісовий, Hylocichla mustelina (A)
- Дрізд-омелюх, Turdus viscivorus (A)
- Дрізд співочий, Turdus philomelos (A)
- Дрізд білобровий, Turdus iliacus (A)
- Дрізд чорний, Turdus merula
- Дрізд мандрівний, Turdus migratorius (A)
- Чикотень, Turdus pilaris
- Дрізд гірський, Turdus torquatus (A)
- Дрізд темний, Turdus eunomus (A)
- Дрізд Наумана, Turdus naumanni (A)

Родина: Мухоловкові (Muscicapidae)
- Мухоловка сіра, Muscicapa striata (A)
- Вільшанка, Erithacus rubecula
- Мухоловка мала, Ficedula parva (A)
- Мухоловка строката, Ficedula hypoleuca (A)
- Горихвістка звичайна, Phoenicurus phoenicurus (A)
- Горихвістка чорна, Phoenicurus ochruros (A)
- Скеляр строкатий, Monticola saxatilis (A)
- Трав'янка лучна, Saxicola rubetra (A)
- Трав'янка європейська, Saxicola rubicola (A)
- Кам'янка звичайна, Oenanthe oenanthe
- Кам'янка попеляста, Oenanthe isabellina (A)
- Oenanthe hispanica (A)

Родина: Омелюхові (Bombycillidae)
- Омелюх звичайний, Bombycilla garrulus (A)
- Омелюх американський, Bombycilla cedrorum (A)

Родина: Астрильдові (Estrildidae)
- Астрильд смугастий, Estrilda astrild (I)

Родина: Горобцеві (Passeridae)
- Горобець хатній, Passer domesticus
- Горобець скельний, Petronia petronia (A)

Родина: Плискові (Motacillidae)
- Плиска гірська, Motacilla cinerea
- Плиска жовта, Motacilla flava (A)
- Плиска жовтоголова, Motacilla citreola (A)
- Плиска біла, Motacilla alba (A)
- Щеврик польовий, Anthus campestris (A)
- Щеврик лучний, Anthus pratensis (A)
- Щеврик лісовий, Anthus trivialis (A)
- Щеврик червоногрудий, Anthus cervinus (A)
- Щеврик американський, Anthus rubescens (A)

Родина: В'юркові (Fringillidae)
- Зяблик звичайний, Fringilla coelebs
- В'юрок, Fringilla montifringilla (A)
- Снігур азорський, Pyrrhula murina (E)
- Зеленяк звичайний, Chloris chloris (I)
- Коноплянка, Linaria cannabina
- Чечітка звичайна, Acanthis flammea (A)
- Чечітка біла, Acanthis hornemanni (A)
- Шишкар ялиновий, Loxia curvirostra (A)
- Щиглик звичайний, Carduelis carduelis (I)
- Щедрик європейський, Serinus serinus (A)
- Канарка, Serinus canaria
- Чиж лісовий, Spinus spinus (A)

Родина: Calcariidae
- Подорожник лапландський, Calcarius lapponicus (A)
- Пуночка снігова, Plectrophenax nivalis

Родина: Вівсянкові (Emberizidae)
- Вівсянка очеретяна, Emberiza schoeniclus (A)
- Вівсянка-ремез, Emberiza rustica (A)

Родина: Passerellidae
- Юнко сірий, Junco hyemalis (A)
- Бруант білобровий, Zonotrichia leucophrys (A)
- Бруант білогорлий, Zonotrichia albicollis (A)
- Вівсянка саванова, Passerculus sandwichensis (A)
- Пасовка вохриста, Melospiza lincolnii (A)

Родина: Трупіалові (Icteridae)
- Гоглу, Dolichonyx oryzivorus (A)
- Трупіал балтиморський, Icterus galbula (A)

Родина: Піснярові (Parulidae)
- Смугастоволець оливковий, Seiurus aurocapilla (A)
- Смугастоволець річковий, Parkesia noveboracensis (A)
- Червоїд золотокрилий (Vermivora chrysoptera) (A)
- Червоїд жовтоголовий, Vermivora cyanoptera (A)
- Пісняр строкатий, Mniotilta varia (A)
- Пісняр жовтий, Protonotaria citrea (A)
- Червоїд світлобровий, Leiothlypis peregrina (A)
- Цитринка сіровола, Oporornis agilis (A)
- Жовтогорлик північний, Geothlypis trichas (A)
- Болотянка чорногорла, Setophaga citrina (A)
- Пісняр горихвістковий, Setophaga ruticilla (A)
- Пісняр-лісовик рудощокий, Setophaga tigrina (A)
- Пісняр північний, Setophaga americana (A)
- Пісняр-лісовик канадський, Setophaga magnolia (A)
- Пісняр-лісовик каштановий, Setophaga castanea (A)
- Пісняр-лісовик рудоволий, Setophaga fusca (A)
- Пісняр-лісовик золотистий, Setophaga petechia (A)
- Пісняр-лісовик рудобокий, Setophaga pensylvanica (A)
- Пісняр-лісовик білощокий, Setophaga striata (A)
- Пісняр-лісовик сизий, Setophaga caerulescens (A)
- Пісняр-лісовик жовтогузий, Setophaga coronata (A)
- Пісняр-лісовик чорнощокий, Setophaga dominica (A)
- Пісняр-лісовик прерієвий, Setophaga discolor (A)
- Пісняр-лісовик чорногорлий, Setophaga virens (A)
- Болотянка строкатовола, Cardellina canadensis (A)
- Болотянка мала, Cardellina pusilla (A)

Родина: Кардиналові (Cardinalidae)
- Піранга пломениста, Piranga rubra (A)
- Піранга кармінова, Piranga olivacea (A)
- Кардинал-довбоніс червоноволий, Pheucticus ludovicianus (A)
- Скригнатка синя, Passerina caerulea (A)
- Скригнатка індигова, Passerina cyanea  (A)
- Лускун, Spiza americana (A)